# タイヨウのうた
『タイヨウのうた』は、2006年6月17日に公開されたYUI、塚本高史主演の日本映画。
1993年の香港映画『つきせぬ想い』を原案に、坂東賢治の脚本により、色素性乾皮症（XP）を患い、夜しか活動できないミュージシャンの少女と彼女に出会った少年の純愛を描いた物語である。
2006年7月 - 9月にTBS系列で山田孝之、沢尻エリカ主演のテレビドラマ版が放送された。
2015年11月25日、作家のダム・ヴァン・アイン氏、ホアン・ホン・ハン氏、ドン・トゥイ・ティエン氏は、ベトナムのダラットを中心としたドラマ「Khúc hát mặt trời」のベトナム語版を発表した。このドラマではNhã Phương がYến Phương ン役で主演。 （オリジナルはカオル）、Quang TuấnはQuân（オリジナルはKoji）として演じた。
2018年に『タイヨウのうた〜Midnight Sun〜』（タイヨウのうた ミッドナイト サン）と題して舞台化がされており、2018年にハリウッド・リメイク作である『ミッドナイト・サン 〜タイヨウのうた〜』が公開された。

## ストーリー
海辺の町に暮らす雨音薫は太陽の光にあたれないXP（色素性乾皮症）という病気を抱えている。そのために日が暮れると活動をはじめ、日の光が出ている間に眠ると言う通常の人々とは逆の生活を送っていた。
それでも彼女は自分を支えてくれる家族、親友の暖かい絆に支えられ、毎日を楽しく生きていた。そして、何よりも「音楽」という大切な宝物を持ち、歌う事に生きがいを感じていた。
そんなある日、彼女がいつもの公園でストリートライブをしていると、いつも彼女が家の窓から見ていた一人の少年が偶然にも通りかかる。少年の名は藤代孝治。孝治との出会いで彼女の運命は大きく変わっていく。

## キャスト
- 雨音薫（あまね かおる） - YUI
- 藤代孝治（ふじしろ こうじ） - 塚本高史
- 雨音謙（あまね けん） - 岸谷五朗
- 雨音由紀（あまね ゆき） - 麻木久仁子
- 松前美咲（まつまえ みさき） - 通山愛里
- 大西雄太（おおにし ゆうた） - 小柳友
- 加藤晴男（かとう はるお） - 田中聡元
- 孝治の母親 - ふせえり
- 巡回中の警官 - 小林隆
- 医師 - 山崎一
- ストリート・ミュージシャン - マギー
- 路上ライブバンド - LACCO TOWER
- レコーディングミュージシャン - MACARONI☆(GUITAR)、 natu(GUITAR)、 平野成臣(BASS)、 ryohei(DRUMS)

## スタッフ
- 監督 - 小泉徳宏（ROBOT）
- 脚本・原作 - 坂東賢治
- 音楽 - YUI・椎名KAY太（オリジナルサウンドトラック『タイヨウのうた』Sony Music Records Inc.）
- 配給 - 松竹
- 制作 - 松竹、スターダストピクチャーズ、ROBOT、ソニーミュージックレコーズ、ジェネオンエンタテインメント、ツイン、日本出版販売、Yahoo! JAPAN
- 宣伝 - KICCORIT

## 主題歌・挿入歌
劇中のCDに倣って、実際に販売されたものはディスクレーベルがほぼ白無地デザインとなっている。
主題歌
- YUI for 雨音薫 「Good-bye days」（作詞・作曲：YUI）

挿入歌
- YUI for 雨音薫 「Skyline」（作詞・作曲：YUI）
- YUI 「It's happy line」（作詞・作曲：YUI）
  - 「It's happy line」は、YUIがメジャーデビュー前のインディーズ時代に製作していた楽曲であり、その当時の音源がそのままシングル「Good-bye days」にカップリングとして収められている。

## 製作
SDP（スターダスト・ピクチャーズ）が1993年の香港映画『つきせぬ想い』のリメイク化権を取得し、ソニー・ミュージックレコーズによる初の映画への出資により、同作を原案とした脚本家・坂東賢治の書き下ろしによるオリジナルストーリーをもとに製作を開始。
当初は1993年の香港映画、『つきせぬ想い（新不了情）』のリメイクとして企画されていたが、古い映画でありそのままのリメイクでは今の時代に合わないとの判断から、リメイク作品ではない歌を前面に出したオリジナル・ストーリーが採用された。主人公の設定がミュージシャンという特殊性から配役の選考に難航したが、ブレイクの兆しを見せていたYUIが主役に抜擢され、映画化の運びとなった。

## 封切り
封切りに先立って全国各地で開催された試写会では、試写後にYUIによるライヴパフォーマンスが披露された。

### 関連商品
ノベライズ
- タイヨウのうた（著：天川彩、原案：坂東賢治、2006年5月16日、SDP、ISBN 978-4-7897-2839-3）
  - タイヨウのうた（文庫）（著：天川彩、原案：坂東賢治、2018年3月26日、SDP、ISBN 978-4-906953-60-8）

- タイヨウのうた（著：河合夏希、監修：小泉徳宏、原案・脚本：坂東賢治、2006年6月9日、SDP、ISBN 978-4-7897-2878-2）

関連書籍
- タイヨウのうた Invitation Book（撮影：藤井昌之、2006年4月24日、SDP、ISBN 978-4-7897-2864-5）

CD
- 「タイヨウのうた」オリジナル・サウンドトラック（2006年6月21日、Sony Records、SRCL-6299）

DVD
- タイヨウのうた×YUIと薫のうた（2006年6月2日発売） ※映画メイキングDVD
- タイヨウのうた スタンダード・エディション（2006年11月22日発売） ※映画版DVD
- タイヨウのうた プレミアム・エディション（2006年11月22日発売） ※映画版DVD

## 作品の評価
興行収入10.5億円を突破し、中規模公開作品としては異例のヒットとなった。
シンガーソングライターのYUIが女優デビューと共に主題歌を担当。第30回日本アカデミー賞・新人俳優賞を受賞した。YUIが“YUI for 雨音薫”として歌った主題歌「Good-bye days」は20万枚を売り上げた。着うたランキングでは、数週間に渡って第1位を獲得した。

### 受賞歴
- 第30回日本アカデミー賞 新人俳優賞（YUI）[6]
- 第11回日本インターネット映画大賞 新人賞（YUI）

## 色素性乾皮症の描写について
この物語の設定の核をなすといってもいい、主人公の冒されている「色素性乾皮症（Xeroderma Pigmentosum : 略“XP”）」について、作中では「夜しか活動出来ない病気」であり「日の光に当たれない病」という趣旨の描写だけが強調されているといえる。
しかしこの病は、分類されている一部の群を除き、上記の描写の元となる皮膚疾患に加え、若年発症であれば聴力障害や知能障害と言った日常生活すら困難になる神経障害などが確認されている。また、成年近くなると、摂食障害を起こす例もあり、気管切開や経管栄養補充の必要なほど深刻な状態にもなり得る。作中でもこれらの症状についてある程度は述べられているものの、紫外線に対する抵抗力が極端に弱い事が最大の症状ではない。
このような表現について、色素性乾皮症患者の家族によるが全国色素性乾皮症連絡会（公式サイト）は、映画、ドラマ、両公式サイト内に「主人公の設定に実際と異なる表現もあるが、映画を機会にXP（色素性乾皮症）に関心を持ってもらえることを強く願う」という旨のコメント（ドラマ版コメント）を発表している。またドラマでは、次回予告前に後述するような注意書きが表示されていた。
なお、この病は2007年3月12日に「難治性疾患克服研究事業」の対象疾患に指定された。この指定には、事業を所管する厚生労働省への約60万人分の署名提出も少なからず影響を与えており、一部ではこの物語が署名を促進させたとも言われている。（その後、「難病の患者に対する医療等に関する法律」（難病法）に基づき、医療費助成の対象となっている）

## テレビドラマ
TBS系列の金曜ドラマ枠（毎週金曜日22:00 - 22:54、JST）で2006年7月14日から9月15日まで放送された日本のテレビドラマ。主演は山田孝之。

### 概要
『世界の中心で、愛をさけぶ』（2004年夏期）と『いま、会いにゆきます』（2005年夏期）に続く恋愛ドラマである。TBSスターダストプロモーション純愛三部作完結篇と銘打って製作された。
『世界の中心で、愛をさけぶ』は映画の公開とドラマ放送が重なることがあったが、映画公開前にドラマ化が決定するのは異例だという。
藤代孝治は映画では高校生の設定だが、ドラマでは19歳無職の設定になっている。
原作本とは違うオリジナルストーリーが多い。
雨音薫役は沢尻エリカ、薫の恋人・藤代孝治役は山田孝之が演じる。
沢尻がKaoru Amaneとしてリリースしたシングル「タイヨウのうた」は、2週に渡ってオリコン1位を獲得する大ヒットとなった。詳しくはタイヨウのうた (曲)を参照のこと。
予告の直前に、黒背景に白文字で「このドラマはフィクションです。雨音薫はXP（色素性乾皮症）患者という設定ですが、XPの実際の症例と異なる点がございます。」という注意書きが放送されている（最終回ではこのテロップは放送されなかった。ただし別の「このドラマはフィクションです。」は予告の最後に表示される）。

### あらすじ
難病XPを患う雨音薫は、親友の松前美咲やレストランを経営する両親と湘南の町に暮らす。薫は藤代孝治が捨てたギターを拾ったことからギターを始め、有名歌手橘麻美に憧れ歌手を目指していた。一方孝治は、人生の目的も見つけられず漠然と日々を過ごしていた。美咲が撮影したビデオを見て孝治のことを再び見た薫はストリートライブをしている最中に彼と出会うが、冷たくあしらわれる。その後再会する二人だが人生に対して投げやりになる孝治に薫は呆れ、言い合いになってしまう。さらに孝治は麻美のコピーばかりする薫に嫌悪感を抱いていたが、薫の自作曲「Stay with me」を聞きその考えを改める。その後の一騒動で一気に近づいていく薫と孝治だったが、薫の病気は少しずつ進行していた。

### キャスト（テレビドラマ）

#### 主要人物
藤代 孝治（ふじしろ こうじ）〈19〉
演 - 山田孝之
フリーター。以前、橘麻美と付き合っていた際に傷害事件を起こし、その時に自分を捨てた橘麻美を怨んでいる。これにより二度とギターを弾かないと決めたが、薫の左手に神経障害が生じた際に再度ギターを弾くことを決心し、バンド「ムーンチャイルド」のギター担当となる。
雨音 薫（あまね かおる）〈19〉
演 - 沢尻エリカ（子供時代：三浦采夏）
XP（色素性乾皮症）患者であり余命は短い。孝治の捨てたギターを拾い、歌手を目指すようになる。当初はシンガーソングライターとして単独で路上ライブを行っていたが、後に「ムーンチャイルド」のボーカル担当へと変更する。

#### 音楽関係者
橘 麻美（たちばな あさみ）〈20〉
演 - 松下奈緒
薫が憧れる有名歌手。しかし現在は作曲が出来ずに悩んでいる。孝治がいれば作曲できるとして孝治に接近し、薫を敵対視する。
レイサ〈21〉
演 - 原史奈
歌手。仕事が来ないのを橘麻美のせいとして麻美や薫を追い落とそうと企む。
工藤 洋平（くどう ようへい）〈32〉
演 - 要潤
橘麻美やレイサのプロデューサー。後に「ムーンチャイルド」のプロデュースも担当する。

#### ムーンチャイルド
大西 雄太（おおにし ゆうた）〈19〉
演 - 田中圭
孝治の親友であり浪人生。「ムーンチャイルド」ではキーボード担当。最初は薫に対し「自分達にできることは何もない」という消極的な姿勢を示し孝治と対立したが、次第に薫のために出来ることを模索するようになる。
加藤 晴男（かとう はるお）〈19〉
演 - 濱田岳
孝治の親友。「ムーンチャイルド」のドラム担当。
立浪 隆介（たつなみ りゅうすけ）〈19〉
演 - 川村陽介
孝治の親友であり浪人生。「ムーンチャイルド」のベース担当。

#### 薫の関係者
松前 美咲（まつまえ みさき）〈19〉
演 - 佐藤めぐみ
薫にとって唯一の友達であり相談相手。立浪隆介と付き合っている。
雨音 由紀（あまね ゆき）〈40〉
演 - 黒田知永子
薫の母親。
雨音 謙（あまね けん）〈45〉
演 - 勝村政信
薫の父親。由紀や美咲からは「親バカ」と言われる。
榎戸 真一（えのきど しんいち）〈50〉
演 - 山本圭
榎戸医院を開業している薫の主治医。幼いころからの薫を見てきた。薫の相談も親身になって受ける。

#### 民宿『みうら』
三浦 結子（みうら ゆうこ）〈22〉
演 - 小林麻央
修の一人娘であり民宿『みうら』の看板娘。翌年にはアナウンサーとしてテレビ局への就職が決まっている。
エミリー〈22〉
演 - ベッキー
修が3年前に連れて来た女性で経歴は謎に包まれている。アルバイトをしている孝治らを厳しく指導する。戸籍上は結子の母親。
三浦 修（みうら おさむ）〈50〉
演 - 竹中直人
民宿『みうら』の経営者。孝治らをアルバイトとして雇い、「ムーンチャイルド」の指導にあたる。エミリー同様に謎が多い。

### スタッフ（テレビドラマ）
- 脚本 - 渡邉睦月
- プロデュース - 津留正明、植田博樹
- 演出 - 山室大輔、今井夏木、武藤淳
- 音楽 - 澤野弘之
- 制作 - TBSテレビ
- 製作著作 - TBS

### 楽曲
主題歌
- 柴咲コウ「invitation」（作詞：柴咲コウ、作曲：Jin Nakamura、発売：UNIVERSAL J）

挿入歌
- Kaoru Amane（沢尻エリカ）「タイヨウのうた」（作詞・作曲は白鳥マイカ、発売：SONY RECORDS）
  - ドラマ設定上は作詞・作曲はKaoru Amane。

- Kaoru Amane（沢尻エリカ）「Stay with me」（作詞：永井真理子、作曲：COZZi）
  - ドラマ設定上は作詞・作曲はKaoru Amane。

- 橘麻美（松下奈緒）「Wish」（作詞：松尾潔、作曲：川口大輔）
  - ドラマ設定上は作詞・作曲は橘麻美。

受賞歴
- 澤野弘之「第50回 ザ・テレビジョン ドラマアカデミー賞 音楽賞」

### 放送日程
| 各話                                                       | 放送日        | サブタイトル                        | 演出     | 視聴率 |
| ---------------------------------------------------------- | ------------- | ----------------------------------- | -------- | ------ |
| 第1話                                                      | 2006年7月14日 | 太陽に嫌われた少女…月夜がくれた奇跡 | 山室大輔 | 13.8%  |
| 第2話                                                      | 2006年7月21日 | 月夜の告白…忘れられない初恋         | 山室大輔 | 06.9%  |
| 第3話                                                      | 2006年7月28日 | 太陽に壊される愛                    | 武藤淳   | 08.4%  |
| 第4話                                                      | 2006年8月04日 | あなたがくれた夢                    | 山室大輔 | 11.1%  |
| 第5話                                                      | 2006年8月11日 | 絶望の中の光                        | 今井夏木 | 09.5%  |
| 第6話                                                      | 2006年8月18日 | 捨てた過去の復讐                    | 武藤淳   | 11.3%  |
| 第7話                                                      | 2006年8月25日 | 約束のステージへ                    | 山室大輔 | 09.4%  |
| 第8話                                                      | 2006年9月01日 | 仲間とみる夢                        | 今井夏木 | 11.4%  |
| 第9話                                                      | 2006年9月08日 | 忍び寄る運命の影                    | 武藤淳   | 10.8%  |
| 最終話                                                     | 2006年9月15日 | 絶唱                                | 山室大輔 | 10.2%  |
| 平均視聴率 10.3%（視聴率は関東地区・ビデオリサーチ社調べ） |               |                                     |          |        |

### 関連商品（テレビドラマ）
- タイヨウのうた DVD-BOX（2006年12月22日発売） ※TVドラマ版DVD

### ロケ地
- 神奈川県
  - 藤沢市
  - 鎌倉市
  - 小田原市
  - 三浦市
  - 三浦郡葉山町
- 静岡県
  - 浜松市
- 富士急ハイランド（山梨県富士吉田市）

### ドラマで使用されていた車両
- 日産・セレナ（C25型） - 雨音家の使用車。
- 日産・フェアレディZ（Z33型）- 橘麻美の愛車。
- 日産・フェアレディZ （S30型） - 工藤の愛車

| TBS系列 金曜ドラマ                 | TBS系列 金曜ドラマ                       | TBS系列 金曜ドラマ                             |
| 前番組                             | 番組名                                   | 次番組                                         |
| ---------------------------------- | ---------------------------------------- | ---------------------------------------------- |
| クロサギ （2006.4.14 - 2006.6.23） | タイヨウのうた （2006.7.14 - 2006.9.15） | セーラー服と機関銃 （2006.10.13 - 2006.11.24） |

## 舞台
『タイヨウのうた〜Midnight Sun〜』（タイヨウのうた ミッドナイト サン）と題して、2018年9月から10月に上演がされた。

### キャスト (舞台)
- 藤代孝治 - 辰巳雄大（ふぉ〜ゆ〜）
- 雨音薫 - 柏木ひなた（私立恵比寿中学）
- 大西雄太 - 松崎祐介（ふぉ〜ゆ〜）[8]
- 加藤よしき - 藤原丈一郎（関西ジャニーズJr. / なにわ男子）[8]
- 松前美咲 - 高嶋菜七（東京パフォーマンスドール）[8]
- 裕子 - 諸塚香奈実[8]

### スタッフ (舞台)
- 原作 - 映画『タイヨウのうた』（脚本：坂東賢治）
- 上演台本 - モトイキシゲキ
- 演出 - 佐藤幹夫
- 音楽 - 鎌田雅人
- 企画・製作 - プロデュースNOTE、エイベックス・エンタテインメント

### 上演日程 (舞台)
- 2018年9月5日 - 9日、東京・なかのZERO大ホール
- 2018年10月13日・14日、大阪・NHK大阪ホール

## ミュージカル
『タイヨウのうた（태양의 노래）』は2010年5月7日から5月29日まで、大韓民国で公演した作品。

## テレビドラマ（ベトナム版）
ベトナム国営テレビ局VTV制作により、2015年11月25日からに放送（原題：『Khúc hát mặt trời』、「太陽の歌」の意味）。放送枠はVTV3で毎週水曜日・木曜日の21:30 - 22:30（ベトナム時間）に放送される（全24回予定）。日本版ドラマの9年後のベトナムを舞台として、歌手を志す色素性乾皮症（XP）のベトナム人少女、フオンを主人公に描かれる。また松下奈緒が日本版ドラマと同じ橘麻美役として、物語のキーパーソンとして出演する。
本作は2013年に放送されたTBS・VTVの共同制作ドラマ『The Partner 〜愛しき百年の友へ〜』をきっかけに両局がコンテンツ販売などの協力関係を結んでいることから企画された。撮影は2015年4月から8月まで行われる予定で、4月の桜の季節には日本ロケが行われた。

### スタッフ（ベトナム版）
- プロデューサー - Do Thanh Hai
- 協力プロデューサー - 三城真一
- ディレクター - Vu Truong Khoa
- 制作協力 - TBS、ドリマックス・テレビジョン
- 製作著作 - VTV（ベトナムテレビジョン）[9]

## 映画（ハリウッドリメイク版）
スコット・スピアーの監督によるヤングアダルトロマンス映画としてハリウッドリメイクされると報道された。XPの主人公にあたるケイティ役にベラ・ソーン、相手役にあたるチャーリー役にパトリック・シュワルツェネッガー（アーノルド・シュワルツェネッガーの長男）がキャスティングされた。